# Chelonus fortispinus
Chelonus fortispinus är en stekelart som beskrevs av Cameron 1906. Chelonus fortispinus ingår i släktet Chelonus och familjen bracksteklar. Inga underarter finns listade i Catalogue of Life.